# Даденков, Николай Фёдорович
Николай Фёдорович Даденков (3 (15) апреля 1885, Вятка — 19 января 1955, Киев) — украинский советский педагог, профессор (с 1927).

## Биография
До 1910 года обучался в Нежинском историко-филологическом институте.
После окончания института до 1919 года учительствовал. В 1919—1927 — преподаватель педагогики во Фрёбелевском женском педагогическом институте.
В 1927—1944 годах — профессор Днепропетровского, Нежинского, Киевского, Кутаисского педагогических институтов.
С 1933 руководил кафедрой педагогики Педагогического института профессиональной обучения для подготовки учителей-предметников в Нежине (ныне Нежинский государственный университет имени Николая Гоголя). Занимался исследованиями вопросов зарубежной и отечественной истории педагогики. Среди самых актуальных проблем были вопросы преподавания педагогических дисциплин и разработки программ по педагогике.
С 1944 года возглавлял отдел истории педагогики в Научно-исследовательском институте педагогики Украины и кафедру педагогики Киевского пединститута.
Умер 19 января 1955. Похоронен в Киеве на Лукьяновском кладбище.

## Научно-педагогическая деятельность
Автор ряда работ по истории педагогики и эстетическому воспитанию.
М. Ф. Даденков, развивая мысль известного немецкого педагога Линде, утверждал, что 

«необходимым условием всякого истинного преподавания является личность учителя и сочетание материала преподавания с его собственной душой, без чего учитель превращается в граммофон»
 И, поскольку основной задачей школы усматривалось воспитание гармонично развитого человека, то и к воспитателю также выдвигалось требование, чтобы и он сам был гармонично развитым человеком. Но самое важное — чтобы для учителя «всё духовное достояние нации, а также все знания, касающиеся воспитания и педагогики, стали его внутренней жизнью».

## Избранные публикации
- «Жизнь, деятельность и педагогические идеи А. С. Макаренко» (1949);
- «История педагогики» (1947).

## Награды
- Орден Трудового Красного Знамени,
- медали СССР.